# Гусмания одноколосая
Гусмания одноколосая (лат. Guzmania monostachia) — вид эпифитов из рода Гусмания. Данный вид произрастает в Южной Америке (Боливия, Бразилия, Колумбия, Эквадор, Перу, Венесуэла), Центральной Америке, Вест-Индии и Флориде. Сообщается также, что он натурализовался на Гавайях.
Гусмания одноколосная примечательна тем, что способна к факультативному САМ-фотосинтезу. Переключение на CAM c C3-фотосинтеза активируется как защитная мера в ответ на засуху или высокий уровень инсоляции.

## Описание
Многочисленные листья шириной 2 см образуют очень густую розетку, над которой на 10 — 15 см возвышается многорядный цилиндрический колос с заостренной верхушкой. Розетка состоит из желто-зелёных листьев, причем нижние бледнее верхних и кое-где покрыты мелкоточечными чешуйками, которые постепенно опадают. Голый цветонос венчает многорядный вытянутый колос из белых цветков, прицветники у плодообразующих цветков бледные с коричневыми продольными рисками, у стерильных цветков — ярко-красные или белые.

## Галерея
| - Гусмания одноколосая в Зачарованных цветочных садах Кулы, Мауи. - Соцветие крупным планом - Ботаническая иллюстрация Гусмании одноколосковой из монографии Джона Линдли "Collectanea botanica" 1821 г. |